# Hicksonella expansa
Hicksonella expansa is een zachte koraalsoort uit de familie Gorgoniidae. De koraalsoort komt uit het geslacht Hicksonella. Hicksonella expansa werd in 1986 voor het eerst wetenschappelijk beschreven door Alderslade. 